# Dumpton Park (stacja kolejowa)
Dumpton Park (ang. Dumpton Park railway station) – stacja kolejowa w miejscowości Ramsgate, w hrabstwie Kent, w Anglii. Znajduje się na Chatham Main Line, 1,6 km od stacji Ramsgate. Obsługuje ok. 23 252 pasażerów rocznie (dane za rok 2021/2022). Usługi kolejowe są prowadzone przez Southeastern.
Stacja nie posiada budynku dworcowego, zaledwie kilka miejsc parkingowych oraz kładkę od strony południowej, prowadzącej na peron wyspowy, z małą wiatą na dole schodów. 

## Linie kolejowe
- Chatham Main Line